# 1912 en littérature
| Années de la littérature : 1909 - 1910 - 1911 - 1912 - 1913 - 1914 - 1915    |
| Décennies de la littérature : 1880 - 1890 - 1900 - 1910 - 1920 - 1930 - 1940 |

Cet article présente les faits marquants de l'année 1912 en littérature.

## Presse
- Première parution de la Gazette du Bon Ton en novembre
- Première parution de la revue américaine de poésie Poetry: A Magazine of Verse en octobre

## Parutions

### Essais
- David Bourliouk, Benedikt Livchits, Vladimir Maïakovski et Vélimir Khlebnikov : Une Gifle au goût public. Manifeste futuriste et du Constructivisme russe[1].
- Jacques Bacot : Le Tibet révolté.

### Poésie
- Blaise Cendrars, Les Pâques à New York
- Anna Akhmatova et Nikolaï Goumilev (russes) : L’Atelier des poètes. Acméisme en réaction contre le symbolisme.
- Guillaume Apollinaire, Le Pont Mirabeau

Émergence d'un courant poétique intitulé École fantaisiste. Aux grands courants du XIXe siècle, ils opposent la fantaisie et le retour au burlesque. La Première guerre mondiale mettra fin à cette expérience.

### Publications
- Frederick Taylor : La Direction des ateliers.

### Romans

#### Auteurs francophones
- André Lafon : L'Élève Gilles, octobre.
- Louis Pergaud : La Guerre des boutons, octobre.
- Pierre Mac Orlan : La Maison du retour écœurant.

#### Auteurs traduits
- Edgar Rice Burroughs : Tarzan chez les singes.
- Antonio Machado : Campos de Castillas.
- Thomas Mann : La Mort à Venise (Der Tod in Venedig).

### Théâtre
- Paul Claudel : L'Annonce faite à Marie, 21 décembre.

## Récompenses et prix littéraires
- Prix Goncourt : Filles de la pluie d'André Savignon
- Prix Femina : Feuilles mortes de Jacques Morel
- Gerhart Hauptmann, prix Nobel de littérature.

## Principales naissances
- Maria Le Hardouin, écrivain suisse († 24 mai 1967).
- 19 janvier : Armand Robin, écrivain français († 30 mars 1961).
- 17 février : Andre Norton, écrivain américaine de science-fiction († 17 mars 2005).
- 20 février : Pierre Boulle, écrivain français († 31 janvier 1994).
- 15 mars : Louis Paul Boon, écrivain belge († 10 mai 1979).
- 26 avril : A. E. van Vogt, écrivain canadien de science-fiction († 26 janvier 2000).
- 13 juin : Hector de Saint-Denys Garneau, poète, écrivain, épistolier et essayiste canadien (Québec).

## Principaux décès
- 24 janvier : James Allen, écrivain et philosophe britannique (° 28 novembre 1864).
- 12 avril : Janez Mencinger, écrivain slovène. (° 26 mars 1838).
- 13 avril : Takuboku Ishikawa, poète japonais, 26 ans
- 14 mai : Johan August Strindberg, écrivain suédois.